# Škoda Kylaq
Škoda Kylaq — субкомпактный кроссовер, представленный в 2024 году чешской компанией Škoda. 

## Описание
Название Kylaq произошло от санскритского слова, означающего «хрусталь». Автомобиль был представлен в рамках кампании в социальных сетях Škoda под названием «Назовите свою Škoda» (англ. «Name your Škoda»), в рамках которой поклонники Škoda в Индии могут предложить название внедорожника, следуя стратегии именования Škoda для своего внедорожника, которая начинается на букву «K» и заканчивается на букву «Q». Эта кампания собрала более 200000 предложений по названиям.
21 августа 2024 года компания Škoda объявила, что новая модель будет выпускаться под официальным названием Kylaq. Название было предложено Мохаммедом Зиядом из Кералы.
Сама модель была представлена 6 ноября 2024 года.

## Технические характеристики
Škoda Kylaq оснащён 1,0-литровым трёхцилиндровым двигателем TSI мощностью 115 л. с. и крутящим моментом 178 Н·м в паре с шестиступенчатой механической или автоматической трансмиссией. Заявленное время разгона до 100 км/ч составляет 10,5 сек., а максимальная скорость ограничена до 188 км/ч. Привод подаётся на передние колёса.